# Futbol Club Barcelona B 2003-2004
Questa voce raccoglie le informazioni riguardanti il Futbol Club Barcelona B nelle competizioni ufficiali della stagione 2003-2004.

## Stagione
Il Barcellona B ha chiuso il campionato 2003-2004 all'8º posto finale. David García è stato il calciatore più utilizzato in stagione con le sue 33 presenze, mentre Sergio García è stato il miglior marcatore a quota 15 reti.

## Maglie e sponsor
Lo sponsor tecnico per la stagione 2003-2004 è stato Nike, senza sponsor ufficiale. La divisa casalinga era composta da una maglia blaugrana a strisce, con pantaloncini e calzettoni blu. Quella da trasferta era costituita da una maglia color oro, con pantaloncini e calzettoni blu.
| Casa | Trasferta | Terza divisa |

## Rosa
| N. |                    | Ruolo | Calciatore       |
| -- | ------------------ | ----- | ---------------- |
|    | Spagna (bandiera)  | P     | Alberto Gallego  |
|    | Spagna (bandiera)  | P     | Albert Jorquera  |
|    | Spagna (bandiera)  | P     | Rubén            |
|    | Spagna (bandiera)  | P     | Javi Ruiz        |
|    | Brasile (bandiera) | D     | Tiago Calvano    |
|    | Spagna (bandiera)  | D     | Dani Fernández   |
|    | Spagna (bandiera)  | D     | Fran             |
|    | Spagna (bandiera)  | D     | David García     |
|    | Spagna (bandiera)  | D     | Oscar López      |
|    | Spagna (bandiera)  | D     | Fernando Navarro |
|    | Spagna (bandiera)  | D     | Oleguer          |
|    | Spagna (bandiera)  | D     | Carlos Peña      |
|    | Spagna (bandiera)  | D     | Peque            |
|    | Spagna (bandiera)  | D     | Rodri            |
|    | Spagna (bandiera)  | C     | Andreu           |
|    | Spagna (bandiera)  | C     | Manel Expósito   |

| N. |                      | Ruolo | Calciatore          |
| -- | -------------------- | ----- | ------------------- |
|    | Spagna (bandiera)    | C     | Alberto Manga       |
|    | Spagna (bandiera)    | C     | Moisés Pereiro      |
|    | Spagna (bandiera)    | C     | Arnau Riera         |
|    | Spagna (bandiera)    | C     | Ramón Ros           |
|    | Spagna (bandiera)    | C     | Felipe Sanchón      |
|    | Spagna (bandiera)    | C     | Sergio Santamaría   |
|    | Spagna (bandiera)    | C     | Raúl Vates          |
|    | Spagna (bandiera)    | C     | Joan Verdú          |
|    | Nigeria (bandiera)   | A     | Haruna Babangida    |
|    | Spagna (bandiera)    | A     | Alfi Conteh-Lacalle |
|    | Spagna (bandiera)    | A     | Víctor Curto        |
|    | Spagna (bandiera)    | A     | Sergio García       |
|    | Spagna (bandiera)    | A     | Cristian Hidalgo    |
|    | Argentina (bandiera) | A     | Lionel Messi        |
|    | Spagna (bandiera)    | A     | Oriol Riera         |

## Risultati

### Segunda División B

#### Girone di andata
| 30 agosto 2003 1ª giornata | Barcellona B  | 0 – 0 referto | Lorca Deportiva CF | \| Arbitro: \| Torres Clapés \| |
| Arbitro:                   | Torres Clapés |               |                    |                                 |

| Arbitro: | De Pintos Francés |

|  |           |                      |
|  | Marcatori | 73’, 90'+4’ Expósito |

| Arbitro: | Pardo Calvo |

|                                       |           |  |
| S. García 53’, 54’ Conteh-Lacalle 90’ | Marcatori |  |

| Arbitro: | Pereñíguez Pérez |

|  |           |                          |
|  | Marcatori | 28’ Expósito 88’ Hidalgo |

| 20 settembre 2003 5ª giornata | Barcellona B   | 0 – 0 referto | Hércules | \| Arbitro: \| Mensuro Miguel \| |
| Arbitro:                      | Mensuro Miguel |               |          |                                  |

| Arbitro: | Bernal Moreno |

|               |           |  |
| J. García 15’ | Marcatori |  |

| Arbitro: | Cuesta Ferreiro |

|            |           |  |
| Albiol 45’ | Marcatori |  |

| Arbitro: | Crespo García |

|                           |           |          |
| S. García 48’ Hidalgo 59’ | Marcatori | 66’ Coro |

| Arbitro: | Tárraga Sánchez |

|  |           |                         |
|  | Marcatori | 53’ Verdú 58’ S. García |

| Arbitro: | Gutiérrez Carbó |

|               |           |  |
| D. García 52’ | Marcatori |  |

| Arbitro: | Melero López |

|  |           |              |
|  | Marcatori | 4’ S. García |

| Arbitro: | De Pintos Francés |

|  |           |            |
|  | Marcatori | 14’ Ribera |

| 16 novembre 2003 13ª giornata | Novelda     | 0 – 0 referto | Barcellona B | \| Arbitro: \| Pino Blanco \| |
| Arbitro:                      | Pino Blanco |               |              |                               |

| Arbitro: | Herrero Arenas |

|                          |           |  |
| Hidalgo 52’ Expósito 72’ | Marcatori |  |

| Arbitro: | Cerezuela Caravaca |

|           |           |  |
| Borge 48’ | Marcatori |  |

| 7 dicembre 2003 16ª giornata | Barcellona B    | 0 – 0 referto | UE Lleida | \| Arbitro: \| Barberá Fuentes \| |
| Arbitro:                     | Barberá Fuentes |               |           |                                   |

| Arbitro: | Crespo García |

|                  |           |                   |
| Jordi Tarrés 88’ | Marcatori | 13’ Verdú 58’ Ros |

| Arbitro: | Soriano Martínez |

|                         |           |  |
| Verdú 13’ D. García 54’ | Marcatori |  |

| Arbitro: | Díaz Batista |

|  |           |                             |
|  | Marcatori | 13’ A. Riera 79’ Santamaría |

#### Girone di ritorno
| Arbitro: | Peregrín Pérez |

|                              |           |              |
| Huegun 11’, 58’, 66’, 90'+1’ | Marcatori | 84’ Expósito |

| Arbitro: | García Castillo |

|                       |           |  |
| S. García 81’ Ros 84’ | Marcatori |  |

| 25 gennaio 2004 22ª giornata | Figueres        | 0 – 0 referto | Barcellona B | \| Arbitro: \| De Diego Pagola \| |
| Arbitro:                     | De Diego Pagola |               |              |                                   |

| Arbitro: | Peña Molina |

|  |           |                          |
|  | Marcatori | 88’ Ollés 90'+3’ Jiménez |

| Arbitro: | Gómez Gómez |

|                     |           |                           |
| Asián 77’ Máyor 83’ | Marcatori | 51’ Sanchón 84’ S. García |

| Arbitro: | Latre |

|                             |           |  |
| López 6’, 10’ S. García 13’ | Marcatori |  |

| Arbitro: | García Pulido |

|                    |           |                 |
| S. García 21’, 55’ | Marcatori | 9’, 19’ Gavilán |

| Arbitro: | Latre |

|                     |           |                |
| Luismi 31’ Coro 65’ | Marcatori | 23’ Santamaría |

| Arbitro: | Gálvez Obrero |

|                 |           |  |
| Olmo 36’ (aut.) | Marcatori |  |

| 14 marzo 2004 29ª giornata | Gimnàstic       | 0 – 0 referto | Barcellona B | \| Arbitro: \| Gutiérrez Carbó \| |
| Arbitro:                   | Gutiérrez Carbó |               |              |                                   |

| Arbitro: | Bernal Moreno |

|               |           |             |
| S. García 60’ | Marcatori | 78’ Alfonso |

| Arbitro: | Mensuro Miguel |

|              |           |  |
| De Gomar 60’ | Marcatori |  |

| Arbitro: | Giménez García |

|               |           |                         |
| S. García 76’ | Marcatori | 39’ Loro 79’ Torrecilla |

| Arbitro: | Cuesta Ferreiro |

|            |           |  |
| Asensio 2’ | Marcatori |  |

| Arbitro: | García Carreras |

|  |           |             |
|  | Marcatori | 90’ Navarro |

| Arbitro: | Fuentes Martín |

|  |           |               |
|  | Marcatori | 87’ S. García |

| Arbitro: | Felipe Rosón |

|                    |           |  |
| S. García 10’, 89’ | Marcatori |  |

| Arbitro: | Torres Clapés |

|          |           |             |
| Pons 49’ | Marcatori | 71’ Calvano |

| Arbitro: | De Diego Pagola |

|  |           |               |
|  | Marcatori | 23’ Casadesús |

## Statistiche

### Statistiche di squadra
| Competizione       | Punti | In casa | In casa | In casa | In casa | In casa | In casa | In trasferta | In trasferta | In trasferta | In trasferta | In trasferta | In trasferta | Totale | Totale | Totale | Totale | Totale | Totale | DR  |
| Competizione       | Punti | G       | V       | N       | P       | Gf      | Gs      | G            | V            | N            | P            | Gf           | Gs           | G      | V      | N      | P      | Gf     | Gs     | DR  |
| ------------------ | ----- | ------- | ------- | ------- | ------- | ------- | ------- | ------------ | ------------ | ------------ | ------------ | ------------ | ------------ | ------ | ------ | ------ | ------ | ------ | ------ | --- |
| Segunda División B | 58    | 19      | 9       | 5       | 5       | 22      | 12      | 19           | 7            | 5            | 7            | 17           | 15           | 38     | 16     | 10     | 12     | 39     | 27     | +12 |
| Totale             | -     | 19      | 9       | 5       | 5       | 22      | 12      | 19           | 7            | 5            | 7            | 17           | 15           | 38     | 16     | 10     | 12     | 39     | 27     | +12 |

### Statistiche dei giocatori
| Giocatore         | Segunda División B | Segunda División B | Segunda División B | Segunda División B | Coppe nazionali | Coppe nazionali | Coppe nazionali | Coppe nazionali | Coppe europee | Coppe europee | Coppe europee | Coppe europee | Altre coppe | Altre coppe | Altre coppe | Altre coppe | Totale   | Totale | Totale      | Totale     |
| Giocatore         | Presenze           | Reti               | Ammonizioni        | Espulsioni         | Presenze        | Reti            | Ammonizioni     | Espulsioni      | Presenze      | Reti          | Ammonizioni   | Espulsioni    | Presenze    | Reti        | Ammonizioni | Espulsioni  | Presenze | Reti   | Ammonizioni | Espulsioni |
| ----------------- | ------------------ | ------------------ | ------------------ | ------------------ | --------------- | --------------- | --------------- | --------------- | ------------- | ------------- | ------------- | ------------- | ----------- | ----------- | ----------- | ----------- | -------- | ------ | ----------- | ---------- |
| Andreu            | 1                  | 0                  | 0                  | 0                  |                 |                 |                 |                 |               |               |               |               |             |             |             |             | 1        | 0      | 0           | 0          |
| H. Babangida      | 9                  | 0                  | 1                  | 1                  |                 |                 |                 |                 |               |               |               |               |             |             |             |             | 9        | 0      | 1           | 1          |
| T. Calvano        | 10                 | 1                  | 1                  | 1                  |                 |                 |                 |                 |               |               |               |               |             |             |             |             | 10       | 1      | 1           | 1          |
| A. Conteh-Lacalle | 9                  | 1                  | 0                  | 0                  |                 |                 |                 |                 |               |               |               |               |             |             |             |             | 9        | 1      | 0           | 0          |
| V. Curto          | 1                  | 0                  | 0                  | 0                  |                 |                 |                 |                 |               |               |               |               |             |             |             |             | 1        | 0      | 0           | 0          |
| M. Expósito       | 24                 | 5                  | 1                  | 0                  |                 |                 |                 |                 |               |               |               |               |             |             |             |             | 24       | 5      | 1           | 0          |
| D. Fernández      | 32                 | 0                  | 9                  | 0                  |                 |                 |                 |                 |               |               |               |               |             |             |             |             | 32       | 0      | 9           | 0          |
| Fran              | 2                  | 0                  | 0                  | 0                  |                 |                 |                 |                 |               |               |               |               |             |             |             |             | 2        | 0      | 0           | 0          |
| A. Gallego        | 2                  | -1                 | 0                  | 0                  |                 |                 |                 |                 |               |               |               |               |             |             |             |             | 2        | -1     | 0           | 0          |
| D. García         | 33                 | 2                  | 11                 | 1                  |                 |                 |                 |                 |               |               |               |               |             |             |             |             | 33       | 2      | 11          | 1          |
| S. García         | 26                 | 15                 | 9                  | 0                  |                 |                 |                 |                 |               |               |               |               |             |             |             |             | 26       | 15     | 9           | 0          |
| C. Hidalgo        | 31                 | 3                  | 5                  | 0                  |                 |                 |                 |                 |               |               |               |               |             |             |             |             | 31       | 3      | 5           | 0          |
| A. Jorquera       | 18                 | -19                | 3                  | 0                  |                 |                 |                 |                 |               |               |               |               |             |             |             |             | 18       | -19    | 3           | 0          |
| O. López          | 9                  | 2                  | 5                  | 1                  |                 |                 |                 |                 |               |               |               |               |             |             |             |             | 9        | 2      | 5           | 1          |
| A. Manga          | 30                 | 0                  | 5                  | 0                  |                 |                 |                 |                 |               |               |               |               |             |             |             |             | 30       | 0      | 5           | 0          |
| L. Messi          | 5                  | 0                  | 1                  | 0                  |                 |                 |                 |                 |               |               |               |               |             |             |             |             | 5        | 0      | 1           | 0          |
| F. Navarro        | 8                  | 0                  | 2                  | 0                  |                 |                 |                 |                 |               |               |               |               |             |             |             |             | 8        | 0      | 2           | 0          |
| Oleguer           | 12                 | 0                  | 3                  | 1                  |                 |                 |                 |                 |               |               |               |               |             |             |             |             | 12       | 0      | 3           | 1          |
| C. Peña           | 27                 | 0                  | 5                  | 1                  |                 |                 |                 |                 |               |               |               |               |             |             |             |             | 27       | 0      | 5           | 1          |
| Peque             | 29                 | 0                  | 12                 | 2                  |                 |                 |                 |                 |               |               |               |               |             |             |             |             | 29       | 0      | 12          | 2          |
| M. Pereiro        | 9                  | 0                  | 1                  | 0                  |                 |                 |                 |                 |               |               |               |               |             |             |             |             | 9        | 0      | 1           | 0          |
| A. Riera          | 31                 | 1                  | 11                 | 0                  |                 |                 |                 |                 |               |               |               |               |             |             |             |             | 31       | 1      | 11          | 0          |
| O. Riera          | 2                  | 0                  | 0                  | 0                  |                 |                 |                 |                 |               |               |               |               |             |             |             |             | 2        | 0      | 0           | 0          |
| R. Ros            | 24                 | 0                  | 5                  | 1                  |                 |                 |                 |                 |               |               |               |               |             |             |             |             | 24       | 0      | 5           | 1          |
| Rubén             | 10                 | -4                 | 1                  | 0                  |                 |                 |                 |                 |               |               |               |               |             |             |             |             | 10       | -4     | 1           | 0          |
| J. Ruiz           | 8                  | -3                 | 2                  | 0                  |                 |                 |                 |                 |               |               |               |               |             |             |             |             | 8        | -3     | 2           | 0          |
| F. Sanchón        | 22                 | 1                  | 1                  | 0                  |                 |                 |                 |                 |               |               |               |               |             |             |             |             | 22       | 1      | 1           | 0          |
| S. Santamaría     | 31                 | 2                  | 4                  | 0                  |                 |                 |                 |                 |               |               |               |               |             |             |             |             | 31       | 2      | 4           | 0          |
| R. Vates          | 10                 | 0                  | 3                  | 0                  |                 |                 |                 |                 |               |               |               |               |             |             |             |             | 10       | 0      | 3           | 0          |
| J. Verdú          | 27                 | 3                  | 6                  | 1                  |                 |                 |                 |                 |               |               |               |               |             |             |             |             | 27       | 3      | 6           | 1          |